# 鏈鋸人漫畫章節列表
鏈鋸人漫畫章節列表列出日本漫畫《鏈鋸人》每一話的標題以及刊載期號。相關翻譯使用台灣東立出版社提供的官方譯名。

## 單行本已收錄
- 「卷彩」表示有卷頭彩頁（巻頭カラー）
- 「中彩」表示有中央彩頁（センターカラー）
- 1~11卷為第一部「公安篇」，12卷開始為第二部「學園篇」

| 1. 狗與鏈鋸（，Inu to Chensō）（《週刊少年Jump》2019年1號）卷彩 2. 波奇塔的行蹤（，Pochita no Yukue）（2019年2號）中彩 3. 抵達東京（，Tōkyō Tōchaku）（2019年3號） 4. 力量（，Pawā）（2019年4·5合併號） 5. 揉胸部的方法（，Mune o Momu Hōhō）（2019年6·7合併號） 6. 使役（，Shieki）（2019年8號） 7. 喵子的下落（，Nyāko no Yukue）（2019年9號） |

| 1. 鏈鋸人VS蝙蝠（，Chensō VS Kōmori）（2019年10號） 2. 救出（，Kyūshutsu）（2019年11號） 3. 叩（）（2019年12號） 4. 妥協（，Dakyō）（2019年13號） 5. 揉（，Momu）（2019年14號） 6. 鎗之惡魔（，Jū no Akuma）（2019年15號） 7. 色色的吻（，Ero Kisu）（2019年16號） 8. 無盡的8樓（，Endoresu Hachi-kai）（2019年17號）中彩 9. 第一次的味道（，Hajimete no Aji）（2019年18號） |

| 1. 殺死淀治（，Denji o Korose）（2019年19號） 2. 鏈鋸VS永遠（，Chensō VS Eien）（2019年20號） 3. 諾貝爾獎（，Nōberu-shō）（2019年21號） 4. 喝酒（，Nomi）（2019年22·23合併號） 5. 接吻的味道（，Kisu no Oaji）（2019年24號） 6. 加倍佳棒棒糖可樂口味（，Chuppa Chapusu Kōra Aji）（2019年25號） 7. 鎗聲（，Jūsei）（2019年26號）中彩 8. 詛咒（，Noroi）（2019年27號） 9. 幽靈、蛇、鏈鋸（，Gōsuto・Hebi・Chensō）（2019年28號） |

| 1. 鎗為強（，Jū wa Tsuyoshi）（2019年29號） 2. 從京都（，Kyōto Yori）（2019年30號） 3. 秘密與謊言（，Himitsu to Uso）（2019年31號） 4. 100分滿分（，100-ten Manten）（2019年32號）中彩 5. 傷痕累累（，Motto Boroboro）（2019年33號） 6. 未來最棒（，Mirai Saikō）（2019年34號） 7. 反覆再反覆（，Kurikaeshi Kurikaeshi）（2019年35號） 8. 作戰開始（，Sakusen Kaishi） （2019年36·37合併號）中彩 9. 全員集合（，Zen'in Shūgō）（2019年38號） |

| 1. 未成年（，Miseinen）（2019年39號） 2. 日本刀 VS 鏈鋸（，Nihontō VS Chensō）（2019年40號） 3. 電車、頭、鏈鋸（，Densha・Atama・Chensō） （2019年41號） 4. 輕鬆復仇！（，Kiraku ni Fukushū o!）（2019年42號）中彩 5. 一定會哭（，Kitto Naku）（2019年43號） 6. 戀愛、花朵、鏈鋸（，Koi・Hana・Chensō）（2019年44號） 7. 暴風雨前夕（，Arashi no Mae）（2019年45號） 8. 教我游泳（，Oyogikata o Oshiete）（2019年46號） 9. Jane在教堂裡沉睡（，Jēn wa Kyōkai de Nemutta）（2019年47號）卷彩 |

| 1. 磅、磅、磅（，Ban Ban Ban）（2019年48號） 2. 爆炸的好日子（，Bakuhatsu Biyori）（2019年49號） 3. 殺光的旋律（，Minagoroshi no Merodi）（2019年50號）中彩 4. 女人緣（，Onna Un）（2019年51號） 5. 碰！碰！碰！（，Bon Bon Bon）（2019年52號） 6. 鯊魚颶風（，Same Harikēn）（2020年1號）中彩 7. 風飛鯊（，Shākunēdo）（2020年2號） 8. DARK DIVING（，Dāku Daibingu）（2020年3號） 9. 失戀、花、鏈鋸（，Shitsuren・Hana・Chensō）（2020年4·5合併號） |

| 1. 夢境中（，Yume no Naka）（2020年6·7合併號）中彩 2. 要去江之島的話（，Enoshima ni Iku ni wa）（2020年8號） 3. LET'S GO（，Rettsu Gō）（2020年9號） 4. 詛咒和第一次（，Noroi to Hajimete）（2020年10號） 5. 突然（，Totsuzen）（2020年11號） 6. 黑瀨勇太郎（，Kurose Yūtarō）（2020年12號） 7. 亂七八糟（，Mechakucha）（2020年13號）中彩 8. 光星與魔人們四十九人斬（，Kwanshi to Majin-tachi Yonjūkyūnin-giri）（2020年14號）中彩 9. 新聞主播（，Nyūsu Repōtā）（2020年15號）中彩 |

| 1. 超亂七八糟（，Chō Mechakucha）（2020年16號） 2. 地獄旅行（，Jigoku Ryokō）（2020年17號） 3. Welcome to the Hell（，Werukamu tū za Heru）（2020年18號） 4. 黑闇惡魔（，Yami no Akuma）（2020年19號） 5. 汪！（，Wan!）（2020年20號） 6. 最初的惡魔獵人（，Saisho no Debiru Hantā）（2020年21·22合併號）中彩 7. 闇黑力量（，Dāku Pawā）（2020年23號） 8. 光明力量（，Shainingu Pawā）（2020年24號） 9. 摘除（，Tsumu）（2020年25號） |

| 1. 洗澡（，Ofuro）（2020年26號）中彩 2. 大家一起（，Minna Issho）（2020年27號） 3. 日常的結束（，Nichijō no Owari ni）（2020年28號）中彩 4. 海浪之聲（，Nami no Iu Koto）（2020年29號） 5. 9.12"（2020年30號） 6. 不能打開（，Akecha Dame）（2020年31號） 7. 電鈴電鈴電鈴（，Chaimu Chaimu Chaimu）（2020年32號） 8. 打雪仗（，Yuki Gassen）（2020年33·34合併號） 9. 傳接球（，Kyatchi Bōru）（2020年35號）中彩 |

| 1. 狗的心情（，Inu no Kimochi）（2020年36·37合併號） 2. 手來（，Otete）（2020年38號） 3. 早餐要好好的吃（，Chōshoku wa Shikkari）（2020年39號） 4. 死·復活·鏈鋸（，Shi Fukkatsu Chensō）（2020年40號） 5. 地獄的英雄（，Jigoku no Hīrō）（2020年41號） 6. 超超超·好感覺（，Chō Chō Chō Ī Kanji）（2020年42號）卷彩 7. 約會鏈鋸（，Dēto Chensō）（2020年43號） 8. 鏈鋸人 VS. 恐怖的武器人（，Chensō Man Bāsasu Kyōfu no Buki Ningen）（2020年44號） 9. 巨星鏈鋸（，Sutā Chensō）（2020年45號） |

| 1. 加油！鏈鋸人！（，Ganbare Chensō Man）（2020年46號） 2. 超級帕瓦（，Chō Pawā）（2020年47號）中彩 3. 帕瓦·帕瓦·帕瓦（，Pawā Pawā Pawā）（2020年48號） 4. 香草天空（，Banira Sukai）（2020年49號）卷彩 5. 你和爛電影（，Kimi to Kuso Eiga）（2020年50號） 6. 鏈鋸人對武器人類們（，Chensō Man Tai Buki Ningenzu）（2020年51號） 7. 鏈鋸人VS支配惡魔（，Chensō Man VS Shihai no Akuma）（2020年52號） 8. 這種味道（，Konna Aji）（2021年1號） 9. 愛、LOVE、鏈鋸（，Ai Rabu Chensō）（2021年2號）中彩 |

| 1. 鳥與戰爭（，Tori to Sensō）（少年Jump+ 2022年7月13日） 2. 兩隻（，Ni-wa）（2022年7月20日） 3. 不穿鞋的走法（，Hadashi no Arukikata）（2022年7月27日） 4. 放學後的惡魔獵人（，Hōkago Debiru Hantā）（2022年8月3日） 5. SAVE THE CAT（，Sēbu za Kyatto）（2022年8月17日） 6. 淀治之夢（，Denji Dorīmu）（2022年8月31日） |

| 1. 劇透（，Netabare）（2022年9月14日） 2. 灼熱（，Shakunetsu）（2022年9月28日） 3. 篝火（，Takibi）（2022年10月12日） 4. 學校的襲擊者（，Gakkou no Syūgekisya）（2022年10月19日） 5. 朝的重要之物（，Asa no Taisetsu na mono）（2022年10月26日） | 1. 消除霸凌的簡單方法（，Kantan na Ijime no Nakushi Kata）（2022年11月2日） 2. 夜晚的門鈴（，Yoru no Chaimu）（2022年11月9日） 3. 啊哈哈哈哈（，Ahahahaha）（2022年11月16日） 4. 貓與犯罪者之間（，Neko to Hanzaisha no Aida）（2022年11月23日） |

| 1. 好想看企鵝！（，Pengin ga Mitai）（2022年12月7日） 2. 沒有盡頭的水族館（，Endoresu Suizokukan）（2022年12月21日） 3. 時下的高中生（，Imadoki no Kōkōsei）（2022年12月28日） 4. 海星的味道（，Hitode no Aji）（2023年1月4日） 5. 企鵝與武器（，Pengin to Buki）（2023年1月11日） | 1. 道別的問候（，Wakare no Aisatsu）（2023年1月18日） 2. 小偷（，Dorobō）（2023年2月1日） 3. 三角關係（，Toraianguru）（2023年2月15日） 4. 幸福論（，Kōfukuron）（2023年2月22日） 5. 大預言（，Daiyogen）（2023年3月8日） |

| 1. 前菜（，Zensai）（2023年3月15日） 2. 湯（，Sūpu）（2023年3月29日） 3. 蘋果竊賊（，Ringo Manbiki-han）（2023年4月5日） 4. 亂七八糟的戰鬥（，Guchagucha Faito）（2023年4月12日） 5. SAVE THE ASA（，Sēbu za Asa）（2023年4月19日） 6. 主菜（，Mein Disshu）（2023年4月26日） | 1. 救救我，鏈鋸人（，Tasukete Chensō Man）（2023年5月10日） 2. 砍斷大樓（，Kiru Biru）（2023年5月24日） 3. 大便的味道（，Kuso no Aji）（2023年5月31日） 4. 保護（，Hogo）（2023年6月14日） 5. 鏈鋸人示威遊行（，Chensō Man Demo）（2023年6月21日） |

| 1. 普通的幸福（，Futsū no Shiawase）（2023年6月28日） 2. 多愁善感的兜風（，Senchimentaru Doraibu）（2023年7月12日） 3. 普通的日子（，Futsū no Hibi）（2023年7月19日） 4. Chu Chu Lovely Muni Muni Mura Mura（，Chū Chū Raburī Muni Muni Mura Mura）（2023年7月26日） 5. 刀劍人（，Sōdo Man）（2023年8月9日） | 1. 椅子的心情（，Isu no Kimochi）（2023年8月16日） 2. 天秤（，Tenbin）（2023年8月23日） 3. 普通的人生PLUS（，Futsū no Jinsei Purasu）（2023年8月30日） 4. 淀治Fan club（，Denji Fan Kurabu）（2023年9月13日） 5. 嘎喔（，Gaō）（2023年9月20日） |

| 1. 鎗、釘、刀（，Jū Kugi Katana）（2023年9月27日） 2. Kumbaya（，Kunbaya）（2023年10月11日） 3. 鏈鋸人戰爭（，Chensō Man Sensō）（2023年10月18日） 4. 火葬（，Kasō）（2023年11月1日） 5. 606號室劍（，606-gōshitsu Ken）（2023年11月15日） | 1. 惡魔的選擇（，Akuma no Sentaku）（2023年11月22日） 2. 夢的後續（，Yume no Tsugi）（2023年12月6日） 3. 回來的鏈鋸人（，Kaettekita Chensō Man）（2023年12月20日） 4. 按摩（，Massāji）（2024年1月10日） 5. 鏈鋸人狩獵者（，Chensō Man Hantā）（2024年1月24日） |

| 1. 大家都是寵物（，Minna Petto）（2024年1月31日） 2. 前一個我（，Mae no Watashi）（2024年2月14日） 3. 啪啪啪啪嗡嗡嗡嗡大卸八塊（，Ba Ba Ba Ba Vu Vu Vu Vu Barabara）（2024年2月28日） 4. 升學資金（，Shingaku Shikin）（2024年3月6日） 5. 啾尼斷頭台（，Gyonī Girochin）（2024年3月13日） 6. ATTACK ON SAMURAI（，Atakku on Samurai）（2024年3月20日） | 1. 心臟跳動的方向（，Shinzō no Ugoku Muki）（2024年3月27日） 2. 鏈鋸人拼圖（，Chensō Man Pazuru）（2024年4月3日） 3. 可怕的傢伙（，Osoroshii Yatsu）（2024年4月10日） 4. 夢中的蛋蛋（，Yume no Tamakin）（2024年4月24日） 5. 斷垣殘壁（，Yakeato）（2024年5月1日） |

| 1. 平常的風景（，Itsumo no Fūkei）（2024年5月15日） 2. 雨・泡泡浴・切斷（，Ame Sōpu Setsudan）（2024年5月22日） 3. 超CHU（，Chō Chū）（2024年6月5日） 4. 吻・喜歡・精液（，Kisu Suki Superuma）（2024年6月12日） 5. 手與適應（，Te to Tekiō）（2024年6月26日） 6. 壽司的吃法（，Sushi no Tabekata）（2024年7月3日） | 1. 特異5課（，Tokui Goka）（2024年7月17日） 2. 嗡嗡！轟咚！咬！（，Vuvun! Dōn! Gabu!）（2024年7月24日） 3. 稍微聽得見（，Sukoshi Kikoeteru）（2024年8月7日） 4. ～老人（，Ōi Oi）（2024年8月14日） 5. 兩手（，Ryō no Te）（2024年8月21日） |

| 1. 二子（，Nishi）（2024年9月4日） 2. 食指（，Hitosashiyubi）（2024年9月18日） 3. 鎗之女神（，Jū no Megami）（2024年9月25日） 4. 凡伐嘎（，Vanvaga）（2024年10月2日） 5. 衰老的世界（，Oi no Sekai）（2024年10月16日） 6. 令人在意的樹（，Ki ni Naru Ki）（2024年10月23日） | 1. 可愛的臉（，Kawaii Kao）（2024年11月6日） 2. 嘔吐、臉、情色（，Gero Kao Ero）（2024年11月13日） 3. 跑吧淀治（，Hashire Denji）（2024年11月20日） 4. 胃是異世界（，I wa Isekai）（2024年11月27日） 5. 啾・啵・嗚嗚嗯（，Gyu Bo Vuvun）（2024年12月11日） |

| 1. 吐吧！（，Gerore!）（2024年12月18日） 2. 章魚・戰爭・鏈鋸（，Tako Wō Chensō）（2025年1月1日） 3. HEARTPASS・OCTOPUS（，Hāto Pasu Okutopasu）（2025年1月8日） 4. 回到原世界（，Moto no Sekai e）（2025年1月15日） 5. 因為我是惡魔啊（，Datte Akuma Dakara）（2025年1月29日） 6. 惡魔的玩法（，Akuma no Asobikata）（2025年2月5日） | 1. 燃燒之吻（，"Bāningu Kisu"）（2025年2月12日） 2. 期待文化祭（，Tanoshimi Bunkasai）（2025年2月26日） 3. KILL ME淚（，Kiru Mī Namida）（2025年3月5日） 4. 駕到！鏈鋸人！（，Yattekita! Chensō Man!）（2025年3月12日） 5. 3秒（，San-byō）（2025年3月26日） 6. 希雅妹妹DEATH！（，Kiga-chan Desu!）（2025年4月2日） |

## 單行本未收錄
1. 用好吃的方式吃吧（Oishiku Tabeyō）（2025年4月9日）
2. 有害的二人（OYūgai na Futari）（2025年4月16日）
3. 所謂的恐懼是這樣才對！（Kyōfu tte no wa Kō!）（2025年4月30日）
4. 惡魔合體（Akuma Gattai）（2025年5月7日）
5. 人盾（Hito Shīrudo）（2025年5月21日）
6. 犧牲一人的命（Hitori no Inochi de）（2025年5月28日）
7. 誰？（Dare?）（2025年6月11日）
8. 胸部・女人・謝罪（Mune Onna Shazai）（2025年6月18日）
9. 吧吧吧吧吧吧吧吧吧！（Bababababababababa!）（2025年7月2日）
10. 我還是不行（Yappa Iya）（2025年7月9日）
11. 可怕的武器（Osoroshī Heiki）（2025年7月23日）
12. 勝利（Pīsu）（2025年7月30日）
13. 戰爭・內褲・鏈鋸（Sensō Pantsu Chensō）（2025年8月13日）
14. 超級好女孩（Sugoku Iiko）（2025年8月20日）

## 備註
1. ↑  刊載於《寶島少年》時的譯名是「輕鬆地復仇！」。
2. ↑  刊載於《寶島少年》時的譯名是「珍在教堂裡沈睡著」。
3. ↑  刊載於《寶島少年》時的譯名是「全殺的旋律」。
4. ↑  刊載於《寶島少年》時的譯名是「夜間潛水」。
5. ↑  刊載於《週刊少年Jump》時的標題是「9,12」。
6. ↑  刊載於《寶島少年》時的譯名是「不可以打開」。
7. ↑  刊載於《寶島少年》時的譯名是「電鈴電鈴電鈴！！！」。
8. ↑  刊載於《寶島少年》時的譯名是「握手」。
9. ↑  刊載於《週刊少年Jump》時的標題是「活屍、血、鏈鋸」。
10. ↑  刊載於《寶島少年》時的譯名是「鏈鋸人VS支配的惡魔」。